# Generation EFX
Generation EFX è il quarto album in studio del gruppo musicale hip hop statunitense Das EFX, pubblicato il 24 marzo 1998 da East West Records e da Elektra Records. Il disco vede la partecipazione di M.O.P., Redman e EPMD.

## Tracce
1. Intro – 0:32
2. Raw Breed – 3:02 (testo: Angel Aguilar, Chris Charity, Willie Hines, Derek Lynch, Andre Weston – musica: 8-Off, Solid Scheme)
3. Shine – 4:04 (testo: Steve Arrington, Mark Hicks, Hines, Raye Turner, Danny Webster, Weston, Anthony Williams – musica: Tony L)
4. Somebody Told Me (featuring 8-Off & Nocturnal) – 3:38 (testo: Aguilar, Hines, Weston – musica: 8-Off)
5. Set It Off – 4:17 (testo: Hines, Weston – musica: Rashad Smith. Co-produzione: Armando Colon)
6. No Doubt (M.O.P. & Teflon) – 3:41 (testo: Charity, Hines, Lynch, Linwood Starling, Weston – musica: Solid Scheme)
7. Rap Scholar (featuring Redman) – 3:21 (testo: Hines, Weston, Reggie Noble, Parrish Smith – musica: Rashad Smith. Co-produzione: Armando Colon)
8. Generation EFX (featuring EPMD) – 3:46 (testo: Aguilar, Hines, Erick Sermon, Smith, Sullivan, Weston – musica: PMD. Co-produzione: 8-Off)
9. Rite Now – 2:58 (testo: Hines, Weston, Kejuan Muchita – musica: Mike Lowe)
10. Whut Goes Around (featuring Miss Jones) – 3:34 (testo: Hines, Tarsha Jones, Smith, Weston – musica: PMD)
11. Make Noise – 3:09 (testo: Charity, Hines, Weston, Lynch – musica: Solid Scheme)
12. New Stuff – 3:28 (testo: Aguilar, Hines, Charlie Marotta, Weston, Smith – musica: PMD. Co-produzione: 8-Off)
13. Take It Back – 2:18 (testo: Hines, Smith, Weston – musica: PMD)
14. Change – 4:35 (testo: Aguilar, Hines, Weston, Brian May – musica: 8-Off)

Durata totale: 46:23
Traccia bonus
1. Rap Scholar (Original Version) (featuring Redman) – 3:59 (testo: Hines, Smith, Weston, Noble – musica: PMD)

## Classifiche

### Classifiche settimanali
| Classifica (1998)         | Posizione massima |
| ------------------------- | ----------------- |
| Stati Uniti               | 48                |
| US Top R&B/Hip-Hop Albums | 10                |